# Stelocyon arctylos
Stelocyon arctylos és una espècie extinta de mesonics triisodòntids que visqueren durant el Danià (Paleocè superior) a Nord-amèrica.